# Ching Miao
Ching Miao (chinois : 井淼 ; pinyin : jǐng miăo) est un acteur chinois de nationalité taïwanaise ayant joué dans plus de 200 films, dont une centaine pour les studios Shaw Brothers.

## Biographie
Il naît à Jinan capitale de la province du Shandong en 1913, alors en République de Chine (1912-1949). Il étudie les beaux-arts à Shanghai en 1933 avant de retourner dans sa ville natale et de former une troupe de théâtre jouant des pièces patriotiques.
Il se réfugie à Taïwan en 1949, année de la fondation de la République populaire de Chine en Chine continentale, avec sa famille dont sa fille et future collègue Ching Li. Il y participe à plusieurs films et spectacles sur scène avant d’être engagé par les studios Shaw Brothers de Hong Kong en 1963. Il y tourne de très nombreux films de genres divers, surtout dans des seconds rôles de figure incarnant l’autorité (père de famille, directeur, haut fonctionnaire, vieux maître, chef de clan etc), parfois avec sa fille.
Il prend sa retraite en 1984 et meurt à Taïwan en 1989.

## Filmographie partielle
- 1963 : The Love Eterne : père de Ying-tai
- 1964 : The Story of Sue San :  ministre Wang Chiung
- 1965 : Sons of Good Earth : officier japonais
- 1967 : Too Late for Love (en)
- 1968 : Le Retour de l'Hirondelle d'or
- 1969 : Killers Five
- 1969 : Dead End
- 1970 : Heads for Sale
- 1971 : Duel aux poings : père de Fan Ke
- 1968 : The Devil's Mirror : chef du clan du Lion d'Or
- 1972 : La Légende du lac (film, 1972)
- 1973 : Frères de sang (film, 1973) : juge
- 1973 : The House of 72 Tenants
- 1974 : La Brute, le Colt et le Karaté (Là dove non batte il sole) d'Antonio Margheriti
- 1976 : La Guerre des clans (film)
- 1976 : Le Sabre infernal
- 1977 : Le Complot des clans
- 1978 : La Mante religieuse (film, 1978)
- 1977 : Le Poignard volant : l’abbé de Shaolin
- 1977 : Le Tigre de jade
- 1978 : Heaven Sword and Dragon Sabre
- 1978 : Heaven Sword and Dragon Sabre 2
- 1978 : Shaolin contre Ninja: père de Ho To
- 1980 : Bat Without Wings
- 1983 : The Lady Assassin
- 1985 : Les Disciples de la 36e chambre